# Ван дер Вестхайзен, Ханна
Ха́нна ван дер Вестха́йзен (англ. Hannah van der Westhuysen, род. 26 августа 1995, Хаммерсмит, Лондон, Англия, Великобритания) — британская актриса театра, кино и телевидения. Она получила известность после роли Стеллы в сериале «Судьба: Сага Винкс» (2021—2022). Свою первую главную роль она исполнила в сериале «Беглецы» (2005), а затем снялась в сериалах «Гранчестер» (2020) и «Песочный человек» (2022), а также в фильмах «Залив тишины» (2020), «Маленькие итальянские каникулы» (2021) и «Ламборгини: Человек-легенда» (2022).

## Ранние годы
Ханна ван дер Вестхайзен родилась в Хаммерсмите, Лондон. Она выросла в семье британской матери и южноафриканского отца в юго-западном Лондоне. Имеет двойное гражданство — британское и австралийское Актриса прошла годовой курс обучения в Лондонской академии музыкального и драматического искусства (LAMDA), а затем получила степень бакалавра искусств по актёрскому мастерству в драматическом центре Лондона в 2018 году.

## Карьера
Актёрскую карьеру начала в 2004 году, снявшись в одном из эпизодов сериала Fox «Кин Эдди» в роли Эдвины Уэзерхед. Затем появилась в мини-сериале «Франкенштейн» (2004) производства телеканала Hallmark, где сыграла Еву. В 2005 году она изобразила Флиси Китон в детском научно-фантастическом сериале «Беглецы» телеканала CITV. С 2014 по 2017 год регулярно участвовала в театральных спектаклях. В 2018 году исполнила роль Эми в телевизионном фильме Get Lost!
В 2020 году дебютировала в кино в роли Бекки в фильме «Залив тишины». Позже сыграла небольшую роль Хезер в известном британском телесериале «Гранчестер». В 2021 году исполнила роль принцессы Стеллы в сериале Netflix «Судьба: Сага Винкс». В этом же году снялась в фильме «Маленькие итальянские каникулы» в роли Клэр. В 2022 году состоялся релиз биографического фильма «Ламборгини: Человек-легенда» режиссёром которого выступил Роберт Мореско, где Ханна сыграла роль Клелии Монти, первой жены Ферруччо Ламборгини.

## Фильмография

### Кино и телевидение
| Год       |   | Русское название               | Оригинальное название                  | Роль            |
| --------- | - | ------------------------------ | -------------------------------------- | --------------- |
| 2004      | с | Кин Эдди                       | Keen Eddie                             | Эдвина Уэзерхед |
| 2004      | с | Франкенштейн                   | Frankenstein                           | Ева             |
| 2005      | с | Беглецы                        | The Fugitives                          | Флиси Китон     |
| 2018      | ф | —                              | Get Lost!                              | Эми             |
| 2020      | с | Гранчестер                     | Grantchester                           | Хезер           |
| 2020      | ф | Залив тишины                   | Bay of Silence                         | Бекка           |
| 2021—2022 | с | Судьба: Сага Винкс             | Fate: The Winx Saga                    | Стелла          |
| 2021      | ф | Маленькие итальянские каникулы | A Little Italian Vacation              | Клэр            |
| 2022      | с | Песочный человек               | The Sandman                            | Принцесса       |
| 2022      | ф | Ламборгини: Человек-легенда    | Lamborghini: The Man Behind the Legend | Клелия Монти    |

### Музыкальные видео
| Год  | Название        | Исполнитель |
| ---- | --------------- | ----------- |
| 2015 | «No Man’s Land» | Джосс Стоун |

## Роли в театре
| Год  | Русское название | Оригинальное название  | Роль           |
| ---- | ---------------- | ---------------------- | -------------- |
| 2014 | —                | Chalet Lines           | Джолин         |
| 2015 | Король Лир       | King Lear              | Корделия       |
| 2016 | —                | Lipstick & Scones      | Лиз            |
| 2017 | —                | Lunch Hour             | одна из подруг |
| 2019 | Враг народа      | An Enemy of the People | Ханна          |
| 2022 | Автопилот        | Autopilot              | Ник            |